# 徐国贤
徐国贤（1916年—2000年7月8日），江西省莲花县人。中国人民解放军开国少将。

## 生平
1929年加入中国共产主义青年团，1930年参加中国工农红军，任红八军第22师师部通信班班长，红六军团第17师49团通信排代理排长、连指导员兼连长、营长，模范师营政治教导员。1933年加入中国共产党。参加长征。
抗日战争时期，任八路军第120师359旅718团营长、副团长，雁北支队支队长，第359旅特务团团长，八路军南下支队第4大队大队长，湖南抗日救国军第4支队支队长等职。
第二次国共内战时期，任中原军区第359旅719团团长、副旅长，西北野战军第二纵队第359旅旅长，第一野战军第2军5师师长兼新疆阿克苏军分区司令员。
中华人民共和国成立后，任中国人民解放军第一军副军长兼师长兼政治委员，1953年参加抗美援朝作战，任中国人民志愿军第1军代军长。1960年9月任新疆军区副司令员。1962年中印边境自卫反击战，南疆军区司令员兼康前指司令员何家产在乌鲁木齐开完新疆军区作战会议，乘飞机到喀什又改乘汽车，经三天两夜奔驶，于10月12日24时赶到天文点前指，因长途奔波海拔突然升高突发高山反应，下车便昏迷不醒；新疆军区急派副司令员徐国贤去前指接替指挥。康前指于10月26日开设，徐国贤到康前指协助何家产指挥作战。1972年9月任新疆军区第一副司令员。1975年9月任中国人民解放军工程兵副司令员。
中国共产党第十次全国代表大会代表，第五届全国人大代表，中国人民政治协商会议第六、七届委员。1955年，授予中国人民解放军少将。